# Kirchenprovinz Eritrea
Die Kirchenprovinz Eritrea ist die einzige Kirchenprovinz der Eritreisch-Katholischen Kirche, die als Metropolitankirche sui iuris eine Kirche eigenen Rechts der Römisch-Katholischen Kirche bildet.
Die Kirchenprovinz Eritrea entstand am 19. Januar 2015 durch die von Papst Franziskus im Rahmen der Errichtung der Eritreisch-Katholischen Kirche verfügte Teilung der Kirchenprovinz Addis Abeba. Sie umfasst das gesamte Staatsgebiet von Eritrea. Ihr gehören vier Eparchien an:

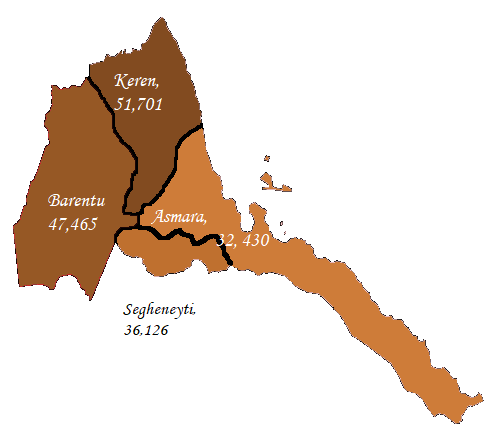
Die vier Eparchien der Kirchenprovinz Eritrea

- Erzeparchie Asmara als Metropolitanbistum
- Eparchie Barentu
- Eparchie Keren
- Eparchie Segheneity

Zum ersten Metropoliten von Eritrea wurde der bisherige Eparch von Asmara, Menghisteab Tesfamariam MCCJ, ernannt.